# Campellolebias brucei
Campellolebias brucei är en fiskart som beskrevs av Vaz-ferreira och Sierra de Soriano, 1974. Campellolebias brucei ingår i släktet Campellolebias och familjen Rivulidae. IUCN kategoriserar arten globalt som sårbar. Inga underarter finns listade.